# Lucas Goldenberg
Lucas Goldenberg (Córdoba, Argentina, 3 de agosto de 1993) es un basquetbolista argentino que se desempeña como alero en el Hapoel galil elion de la ligat winer sal de Israel.

## Trayectoria

### Clubes
Actualizado al 21 de abril de 2018

| Club         | País      | Año             |
| ------------ | --------- | --------------- |
| Sionista     | Argentina | 2008 - 2016     |
| Libertad     | Argentina | 2016 - 2017     |
| Salta Basket | Argentina | 2017 - 2018     |
| Platense     | Argentina | 2018 - 2022     |
| Hapoel Afula | Israel    | 2022 - Presente |